# The Giancana Story
Albums de Kool G Rap
Roots of Evil
(1998) Half a Klip
(2008)
Singles
1. The Streets
Sortie : 2001
2. My Life
Sortie : 2002
3. It's Nothing
Sortie : 2003

The Giancana Story est le troisième album studio de Kool G Rap, sorti le 26 novembre 2002.
L'album s'est classé 16e au Top Independent Albums et 63e au Top R&B/Hip-Hop Albums.

## Liste des titres
| No  | Titre                                                                           | Contient un (des) sample(s) de                  | Durée |
| --- | ------------------------------------------------------------------------------- | ----------------------------------------------- | ----- |
| 1.  | Thug for Life (Produit par Young Lord)                                          |                                                 | 3:23  |
| 2.  | Where You At (featuring Prodigy – Produit par Bink)                             |                                                 | 3:54  |
| 3.  | Holla Back (featuring AZ, Azz Izz, Nawz et Tito – Produit par Buckwild)         |                                                 | 5:25  |
| 4.  | It's Nothing (featuring Joell Ortiz – Produit par Ghetto Professionals)         |                                                 | 2:35  |
| 5.  | Drama (Bitch Nigga) (Produit par Amar Pep)                                      |                                                 | 3:15  |
| 6.  | Thug Chronicles (featuring Havoc – Produit par Ghetto Professionals et FB)      | Fourth Movement: Passacaglia de Yusef Lateef    | 3:38  |
| 7.  | Blaze Wit Y'all (featuring Jinx da Juvy – Produit par Rockwilder)               |                                                 | 4:34  |
| 8.  | Black Widow (Produit par Jaz-O)                                                 |                                                 | 4:41  |
| 9.  | Fight Club (featuring Shaqueen – Produit par Franky « Nitty » Pimentel)         |                                                 | 3:31  |
| 10. | My Life (Produit par Mike Heron et V.I.C.)                                      | Fania All Stars' Cha Cha Cha du Fania All Stars | 4:06  |
| 11. | Good Die Young (Produit par Young Lord)                                         |                                                 | 4:14  |
| 12. | The Streets (Produit par Buckwild)                                              |                                                 | 3:42  |
| 13. | Gangsta Gangsta (featuring 5 Family Click – Produit par Dr. Butcher)            |                                                 | 3:33  |
| 14. | My Life (Remix) (featuring Capone-N-Noreaga – Produit par Mike Heron et V.I.C.) |                                                 | 5:09  |